# Тродика (Мачерата)
Тродика (итал. Trodica) насеље је у Италији у округу Мачерата, региону Марке.
Према процени из 2011. у насељу је живело 4397 становника. Насеље се налази на надморској висини од 55 м.